# Helmholtz (cràter)
|  | Aquest article tracta sobre un cràter lunar. Si cerqueu un cràter marcià, vegeu «Helmholtz (cràter marcià)». |

Helmholtz és un cràter d'impacte que es troba a prop dels llimbs sud-sud-est de la Lluna. Al costat de la vora sud-sud-est de Helmholtz es troba el cràter una mica més petit Neumayer, amb el cràter més gran Boussingault gairebé unit a la vora oest-sud-oest.

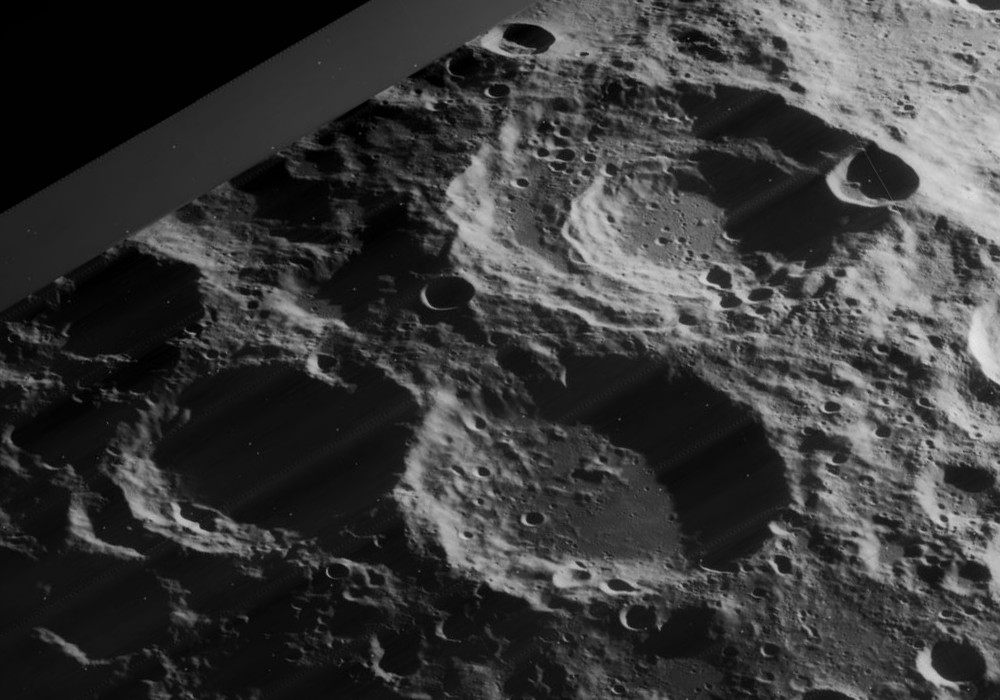
Vista obliqua dels cràters Boussingault (a dalt dreta), Helmholtz (a sota dreta), i Neumayer. Fotografia de la missió Lunar Orbiter 4 (1967)

L'exterior de la vora de Helmholtz està desgastada i arrodonida, encara que no s'interromp significativament. El límit de la vora encara es pot discernir al voltant del perímetre, encara que diversos petits cràters afecten la vora interior. Un d'aquests cràters se situa sobre la paret interior sud-est, i dos més ocupen la paret interior oposada al nord-est. També es localitza una parella de cràters més petits al límit de la vora nord.

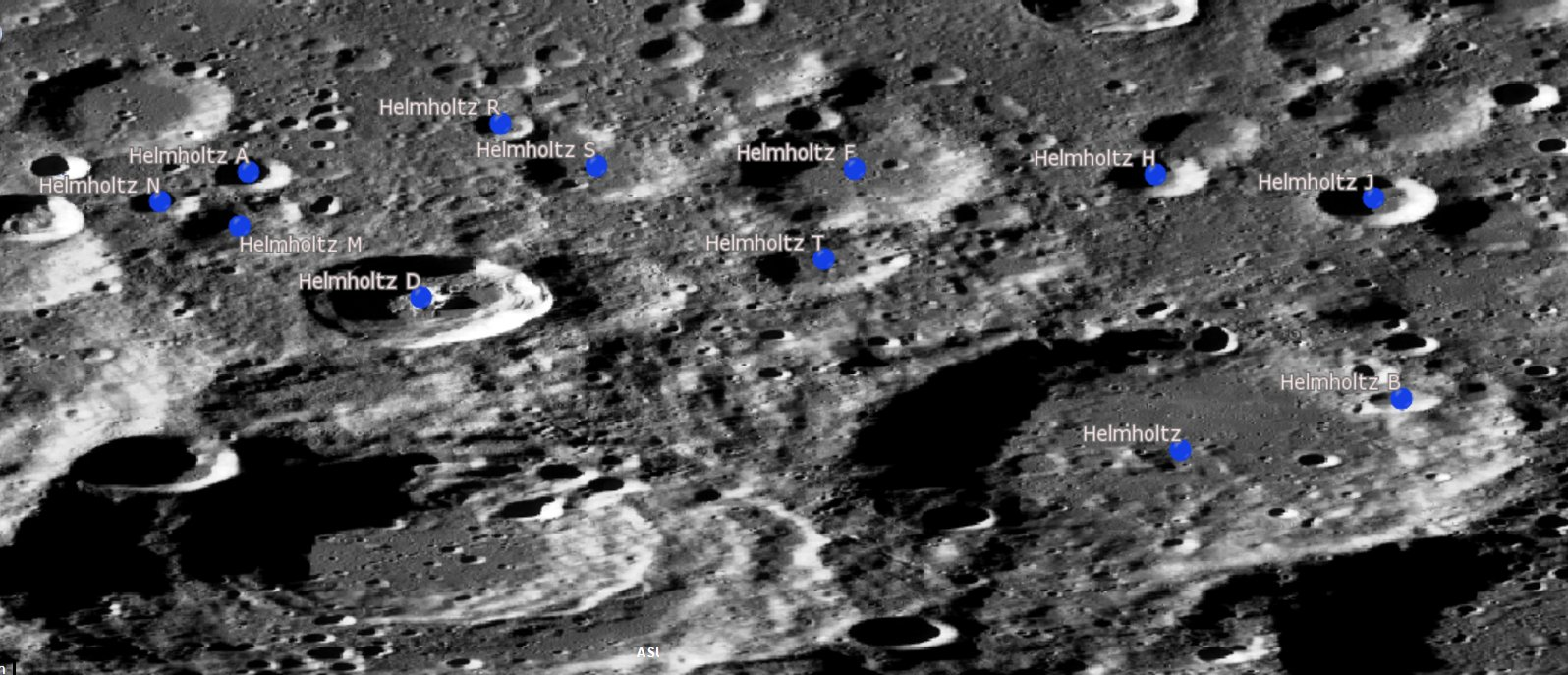
Cràters satèl·lit

La meitat nord de la plataforma interior apareix anivellada, només marcada per impactes molt petits. El sòl del costat sud és més irregular a causa de la superposició de materials projectats per Neumayer i Boussingault, i està marcat per dos petits cràters al sud-est. No presenta pic central.

## Cràters satèl·lit
Per convenció aquests elements són identificats en els mapes lunars posant la lletra en el costat del punt central del cràter que està més proper a Helmholtz.
| Helmholtz | Coordenades                          | Diàmetre |
| --------- | ------------------------------------ | -------- |
| A         | 64° 24′ S, 51° 30′ E / 64.4°S,51.5°E | 16 km    |
| B         | 67° 48′ S, 68° 24′ E / 67.8°S,68.4°E | 10 km    |
| D         | 66° 18′ S, 54° 18′ E / 66.3°S,54.3°E | 46 km    |
| F         | 64° 18′ S, 60° 06′ E / 64.3°S,60.1°E | 53 km    |
| H         | 64° 30′ S, 65° 12′ E / 64.5°S,65.2°E | 18 km    |
| J         | 64° 48′ S, 67° 48′ E / 64.8°S,67.8°E | 22 km    |
| M         | 65° 12′ S, 51° 06′ E / 65.2°S,51.1°E | 21 km    |
| N         | 64° 48′ S, 50° 06′ E / 64.8°S,50.1°E | 13 km    |
| R         | 63° 30′ S, 54° 42′ E / 63.5°S,54.7°E | 12 km    |
| S         | 64° 18′ S, 56° 36′ E / 64.3°S,56.6°E | 31 km    |
| T         | 65° 42′ S, 59° 42′ E / 65.7°S,59.7°E | 31 km    |